# Zygaenosia fuliginosa
Zygaenosia fuliginosa là một loài bướm đêm thuộc phân họ Arctiinae, họ Erebidae.